# Mossberge
Mossberge este o arie protejată (sit de importanță comunitară — SCI) din Germania întinsă pe o suprafață de 139,82 ha, integral pe uscat.

## Localizare
Centrul sitului Mossberge este situat la coordonatele 52°45′32″N 12°50′08″E / 52.7589°N 12.8356°E.

## Înființare
Situl Mossberge a fost declarat sit de importanță comunitară în martie 2004 pentru a proteja 1 specie de animale.

## Biodiversitate
Situată în ecoregiunea continentală, aria protejată conține 3 habitate naturale: Păduri de fag Luzulo-Fagetum, Păduri de stejar sau de stejar și carpen sub-atlantice și medio-europene de Carpinion betuli, Păduri acidofile de stejar bătrân cu Quercus robur pe câmpii nisipoase.
La baza desemnării sitului se află o specie protejată de  amfibieni: triton cu creastă (Triturus cristatus).
Pe lângă speciile protejate, pe teritoriul sitului au mai fost identificate 1 specie de amfibieni, 1 specie de mamifere, 4 specii de nevertebrate.